# Renato Marchiaro
Renato Marchiaro (né le 16 février 1919 à Bra au Piémont et mort à Nice le 25 décembre 2017) était un footballeur italien, qui jouait au poste d'attaquant.

## Biographie
Renato Marchiaro commence sa carrière de joueur avec le grand club de sa région natale de la Juventus en 1937 (avec qui il ne dispute qu'un seul match, le 29 janvier 1939 lors d'un match nul 1-1 contre Lucchese en Serie A), avant d'ensuite rejoindre quelques clubs italiens comme le Calcio Schio 1905 et l'Associazione Calcio Liguria. Au total, il joue huit saisons professionnelles en première division, mais n'inscrit aucun but. 
À cause de la Seconde Guerre mondiale, il interrompt un temps sa carrière footballistique en 1943. Il rejoint la résistance italienne sous le pseudonyme «Fede». De 1943 à 1945 il est officier de la  177e Brigata Garibaldi.  
Il reprend sa carrière  en France en 1946. Il joue alors au Football Club d'Antibes - Juan les Pins, puis à l'OGC Nice et à l'Olympique d'Alès, totalisant durant sa période française 44 matchs et 13 buts.
Ensuite, il retourne en Italie à Biellese en 1949, avant de partir pour l'équipe portugaise du Clube de Futebol Os Belenenses puis de finir sa carrière au SCO Angers.

Il clôt avec le football comme entraîneur de la  Cavigal, équipe d'un quartier de Nice où il ouvre une auberge et y prend sa retraite.
Il meurt à Nice le 25 décembre 2017 à l'âge de 98 ans.